# Giām Durrak
Giām Durrak (Belucistan, XVII secolo – Belucistan, XVII secolo) è stato un poeta pakistano in lingua beluci.

## Biografia
Giām Durrak fu un poeta baluci, attivo nella seconda metà del XVII secolo, e risultò una delle poche figure emergenti della produzione letteraria popolare del Belucistan.
Non si hanno molte notizie biografiche del poeta e quelle più sicure riguardano la persecuzione che egli dovette subire da parte del suo signore Nāsir Khān di Kalāt, principalmente per questioni di donne.
I suoi canti d'amore, liberi dalla lirica colta e artificiosa, sono notevoli per la freschezza e l'espressività delle immagini in cui la tecnica letteraria ubbidisce sempre all'esigenza emozionale.